# Nathalie Gelin
Nathalie Gelin, est une joueuse de pétanque française. 

## Clubs
- ?-? : DIV 2 Brosses Villeurbanne (Rhône)
- ?-? : Pétanque Maconnaise (Saône-et-Loire)

## Palmarès

### Séniors

#### Championnats du Monde
Championne du Monde
- Triplette 1994 (avec Sylvette Innocenti et Michèle Moulin) :  Équipe de France[1]

Finaliste
- Triplette 1996 (avec Sylvette Innocenti, Michèle Moulin et Christine Saunier) :  Équipe de France[2]

#### Championnats de France[3]
Championne de France
- Doublette 1987 (avec Ranya Kouadri) : DIV 2 Brosses Villeurbanne[4]
- Doublette 1987 (avec Ranya Kouadri) : DIV 2 Brosses Villeurbanne[4]
- Doublette mixte 1999 (avec Zvonko Radnic) : Pétanque Mâconnaise[5],[6]